# Zoe Mayer
Zoe Mayer (* 7. August 1995 in Karlsruhe) ist eine deutsche Politikerin (Bündnis 90/Die Grünen) und seit 2021 Mitglied des Deutschen Bundestages. Zuvor war sie von 2014 bis 2021 Mitglied des Karlsruher Stadtrates, seit 2019 als Vorsitzende ihrer Fraktion.

## Persönlicher Werdegang
Nach ihrem Abitur am Karlsruher Lessing-Gymnasium studierte Mayer Wirtschaftsingenieurwesen am Karlsruher Institut für Technologie (KIT), wo sie ihr Bachelor- und Masterstudium abschloss. Ab 2019 war sie am KIT Doktorandin im Bereich der energetischen Sanierung von Gebäuden. Sie wurde am 1. Februar 2023 zum Dr.-Ing. promoviert. Mayer lebt in Karlsruhe.

## Politischer Werdegang

### Mitgliedschaft bei Bündnis 90/Die Grünen und Kommunalpolitik
Mayer trat den Grünen 2010 im Alter von 14 Jahren bei, um sich für Tierschutz einzusetzen, und war von 2010 bis 2014 Sprecherin der Grünen Jugend Karlsruhe. Bei den Kommunalwahlen 2014 wurde sie als jüngste Stadträtin in der Geschichte von Karlsruhe in den Gemeinderat gewählt. Im Jahr 2019 wurde sie zur Vorsitzenden ihrer Fraktion gewählt. Nachdem sie ihr Bundestagsmandat angenommen hatte, trat sie 2021 als Stadträtin zurück. Ihre politischen Schwerpunkte sind Klimaschutz und Tierschutzpolitik.

### Deutscher Bundestag
Mayer wurde bei der Bundestagswahl 2021 als Direktkandidatin der Grünen im Bundestagswahlkreis Karlsruhe-Stadt nominiert. Mit 30,0 Prozent der Erststimmen wurde sie in den Deutschen Bundestag gewählt und konnte den Wahlkreis Karlsruhe-Stadt erstmals für die Grünen gewinnen. Sie war im 20. Deutschen Bundestag Schriftführerin und ordentliches Mitglied des Ausschusses für Ernährung und Landwirtschaft.
Am 18. September 2024 wurde sie vom Kreisverband Karlsruhe erneut als Direktkandidatin für die Bundestagswahl 2025 aufgestellt und errang bei der Wahl erneut das Wahlkreismandat. 
Im 21. Deutschen Bundestag ist sie Mitglied in folgenden Gremien und Ausschüssen:
- Ordentliches Mitglied im Ausschuss für Landwirtschaft, Ernährung und Heimat
- Stellvertretendes Mitglied im Ausschuss für Forschung, Technologie, Raumfahrt und Technikfolgenabschätzung